# Andreas Yngvesson
Leif Mikael Andreas Yngvesson (* 18. August 1974 in Sundsvall) ist ein schwedischer Fußballspieler. Der Mittelfeldspieler hat insgesamt 144 Spiele in der Allsvenskan bestritten und dabei 24 Tore erzielt.

## Laufbahn
Yngvesson begann mit dem Fußballspielen bei Alnö IF und spielte nebenher für Alnö IBK in der Division 1 Bandy. 1995 wechselte er zu GIF Sundsvall, wo er zwei Spielzeiten aktiv war. Anschließend folgte ein anderthalbjähriges Intermezzo bei AIK. Dort gewann er 1997 den Svenska Cupen. Ein Jahr später wurde der Klub zwar schwedischer Meister, Yngvesson hatte den Verein jedoch bereits während der Saison verlassen, um zu GIF zurückzukehren. Hier blieb er bis 2001. Seine nächste Station war Malmö FF, wo er 2004 den Meistertitel feiern konnte. Im Sommer 2005 verließ er den Klub und schloss sich Landskrona BoIS an. 2007 wechselte er zum siebtklassigen BK Näset. 

## Bemerkenswertes
Yngvessons Schwester Liza spielt für Sundsvalls DFF in der zweiten schwedischen Liga.

## Erfolge
- Schwedischer Meister: 2004
- Schwedischer Pokalsieger: 1997